# Prodoxus
Prodoxus Riley, 1880 è un genere di lepidotteri appartenente alla famiglia Prodoxidae, diffuso in America Settentrionale.

## Etimologia
Il nome del genere deriva dal greco πρόδοξος (pródoxos) = pregiudizio.

## Descrizione

### Adulto
Si tratta di piccole falene diurne, alquanto primitive, che presentano nervatura alare di tipo eteroneuro e apparato riproduttore femminile provvisto di un'unica apertura, funzionale sia all'accoppiamento, sia all'ovodeposizione.
L'apertura alare può variare da 7 a 25 mm, a seconda della specie.

#### Capo
Il capo è ricoperto di scaglie piliformi, di colore bianco, giallo oppure arancione.
Gli ocelli sono assenti, come pure i chaetosemata. Gli occhi sono di dimensione media, con un diametro di poco eccedente la larghezza della fronte. La spirotromba è funzionale ma leggermente più lunga dei palpi mascellari. I lobi piliferi sono sempre ben sviluppati, mentre le mandibole sono vestigiali, benché pronunciate. I palpi mascellari sono allungati e costituiti da cinque articoli, il quarto dei quali è lungo oltre il doppio del terzo. In ambo i sessi non è presente quella sorta di "tentacolo mascellare" spesso riscontrabile nelle femmine di Tegeticula e Parategeticula, utilizzato per afferrare e compattare il polline dai fiori di Yucca. I palpi labiali sono invece trisegmentati e corti, con l'ultimo segmento lungo circa la metà del secondo.
Le antenne non sono molto lunghe, potendo raggiungere al massimo 0,6 volte la lunghezza della costa dell'ala anteriore; sono moniliformi, non clavate, con lo scapo talvolta provvisto di pecten e il flagello filiforme.

#### Torace
Le ali sono lanceolate (la lunghezza è circa il triplo della larghezza), con apice acuto e colorazione variabile dal biancastro traslucido al marroncino, ma comunque quasi mai iridescenti, e talvolta con macchie e geometrie varie. Il tornus non è individuabile. I microtrichi sono di solito presenti su tutta l'ala anteriore. Il termen è convesso e manca una macchia discale. Rs4 termina sulla costa, mentre 1A+2A è biforcata solo alla base.
L'ala posteriore presenta un apice più arrotondato, ed è lievemente più corta dell'anteriore.
L'accoppiamento alare è di tipo frenato, con frenulum più robusto nei maschi, ed è presente l'apparato di connessione tra ala anteriore e metatorace; si può inoltre osservare un ponte precoxale.
Nelle zampe, l'epifisi è presente, mentre gli speroni tibiali hanno formula 0-2-4.

#### Addome
Nelle femmine, l'apice del VII tergite è semplice e arrotondato.
Nell'apparato genitale maschile, l'apice del tegumen può essere semplice oppure bilobato, mentre il vinculum è solitamente ben strutturato e a forma di "V". Il saccus è poco sviluppato e le valve sono semplici, talvolta prive di spine laterali nei casi in cui il tegumen sia a sua volta semplice, oppure con 3-7 spine per valva quando il tegumen è bilobato. L'edeago è alquanto tozzo e non molto allungato
Nel genitale femminile, l'ovopositore è ben sviluppato e perforante, a forma di lancia. Si può osservare inoltre un paio di signa stellati sul corpus bursae (che possono avere non più di venti raggi o essere ridotti o assenti, come in Prodoxus intricatus). Il ductus bursae è piuttosto corto e di solito non supera la lunghezza delle apofisi.

### Uovo
In genere l'uovo si mostra biancastro e di forma ovoidale, con dimensioni comprese tra 0,3 e 0,5 mm di lunghezza, e con un diamentro di 0,2-0,3 mm; non è presente un pedicello. Il chorion appare liscio e provvisto di un reticolo micropilare ridotto.
L'uovo di Prodoxus phylloryctus è allungato, reniforme e leggermente più ampio a un'estremità.

### Larva
La larva è di solito biancastra, ma la colorazione vira verso il verde chiaro una volta giunta a maturazione; la forma è cilindrica o sub-cilindrica, più tozza anteriormente, con una lunghezza compresa tra 6 e 22 mm.

#### Capo
Il capo è prognato e parzialmente retratto nel torace; ha un frontoclipeo breve, e una colorazione da chiara a molto scura. A differenza di quanto riscontrabile negli altri generi di Prodoxidae, qui si osservano solo tre paia di stemmata.

#### Torace
Le zampe sono assenti e sostituite da calli ambulacrali, condizione tipica delle larve completamente endofite.

#### Addome
Le pseudozampe sono assenti o vestigiali, con uncini di solito assenti, almeno nei primi stadi di sviluppo, ma talvolta presenti sui segmenti addominali da III a VI. In ogni caso gli uncini sono sempre assenti nel X segmento.

### Pupa
La pupa è exarata e relativamente mobile, con appendici libere e ben distinte (pupa dectica).
Nel capo, il vertice è dotato di un rostro frontale molto evidente. Le ali si estendono fin sul V-VII segmento addominale e i segmenti addominali da II a VII sono mobili in ambo i sessi. Non si osservano le spinule sulla superficie dorsale, visibili invece in Tegeticula.

## Biologia

### Ciclo biologico
L'uovo viene inserito singolarmente ad una profondità di 1–2 mm nei tessuti del gambo di una pianta di Yucca, ma è stato osservato anche nel peduncolo di un fiore, oppure nell'ovario in formazione. L'uovo di Prodoxus quinquepunctellus si schiude circa nove giorni dopo l'ovoposizione.
Le larva di tutte le specie di questo genere sono apode e iniziano di regola a scavare all'interno del gambo del fiore principale, ma possono anche essere attaccate altre parti fiorali oppure la polpa del frutto. Va segnalato che in Prodoxus phylloryctus la larva mina le foglie semisucculente di Yucca baccata. È stato riportato che l'attività delle larve di Prodoxus y-inversus possa provocare un rigonfiamento tissutale simile alla formazione di un cecidio. Nelle prime fasi di sviluppo, il bruco appare biancastro, ma la colorazione può virare in un verde chiaro una volta raggiunta la maturità. A parte la condizione apoda, queste larve somigliano ad un tipico bruco, ma nel caso di P. quinquepunctellus, forma e dimensione ricordano apparentemente quelle di una larva di punteruolo. Tutte le specie note di Prodoxus utilizzano l'ultimo stadio larvale per svernare all'interno del proprio riparo tra i tessuti della pianta nutrice. Solitamente, poco prima dell'ibernazione, questi bruchi scavano una piccola camera all'interno degli stati più esterni del gambo di Yucca, lasciando solo un sottile setto di separazione con la superficie, in modo da prepararsi la futura via d'uscita. A quel punto, si ritirano verso l'interno, intessendosi attorno un bozzolo di seta biancastra, circondato esternamente da frammenti di tessuto vegetale e da escrementi della larva stessa.
L'impupamento avviene durante la primavera all'interno del fusto oppure del frutto di Yucca, prima del periodo di fioritura della pianta ospite. Particolarmente interessante è il caso di alcune specie, come Prodoxus y-inversus, nelle quali in corrispondenza di forti ritardi nella fase di fioritura della pianta ospite, l'ultima età della larva può entrare in una prolungata diapausa, che in taluni casi può persino superare i vent'anni. Lo stadio pupale è relativamente breve e di regola inferiore alla settimana. Subito prima dell'emersione, la pupa, che è in grado di effettuare movimenti efficaci, forza lo strato sottile che aveva lasciato come separazione tra la camera larvale e la superficie esterna. Subito dopo essersi parzialmente spinto fuori dal proprio riparo, l'insetto adulto è in grado di emergere; quest'ultima fase solitamente ha luogo nelle ore crepuscolari, tra aprile e l'inizio di giugno.
Il picco di presenza degli adulti in volo corrisponde al periodo di fioritura delle Yucca. Si possiedono poche informazioni riguardo alla copula, ma si ritiene che abbia inizio subito dopo lo sfarfallamento, in prossimità dei fiori della pianta nutrice, dal momento che durante il giorno gli esemplari adulti non si allontanano mai molto da questi ultimi. Poco prima della deposizione delle uova, è possibile vedere la femmina ferma lungo il fusto della pianta. Dopo vari tentativi, una volta trovato il punto più idoneo, l'ovopositore viene inserito nei tessuti della pianta ospite e le uova vengono rilasciate singolarmente, ma non a grande profondità, tenuto conto che l'ovopositore di Prodoxus è molto più corto rispetto a quello di Tegeticula. Attorno al punto di inserzione, è possibile che i tessuti vegetali subiscano una lieve decolorazione, che col tempo può lasciare una sorta di piccola cicatrice.

### Periodo di volo
Le specie di Prodoxus sono univoltine, con periodo di volo compreso tra aprile e giugno.

### Alimentazione
I bruchi di Prodoxus si accrescono esclusivamente su Agavaceae (oppure Asparagaceae secondo APG) appartenenti ai generi Yucca ed Hesperoyucca; tra queste, citiamo:
- Hesperoyucca (Engelm.) Baker, 1892.
  - Hesperoyucca whipplei (Torr.) Trel., 1893
- Yucca L., 1753
  - Yucca aloifolia L., 1753
  - Yucca angustissima Engelm. ex Trel., 1902
  - Yucca arkansana Trel., 1902
  - Yucca baccata Torr., 1858
  - Yucca baileyi Wooton & Standl., 1913
  - Yucca brevifolia Engelm., 1871
  - Yucca campestris McKelvey, 1947
  - Yucca constricta Buckley, 1862
  - Yucca elata (Engelm.) Engelm., 1882
  - Yucca faxoniana Sarg., 1905
  - Yucca filamentosa L., 1753
  - Yucca gigantea Lem., 1859
  - Yucca glauca Nutt., 1813
  - Yucca gloriosa L., 1753
  - Yucca harrimaniae Trel., 1902
  - Yucca pallida McKelvey, 1947
  - Yucca rupicola Scheele, 1850
  - Yucca schidigera Roezl ex Ortgies, 1871
  - Yucca schottii Engelm., 1873
  - Yucca treculeana Carrière, 1858

### Nemici naturali
Sono noti fenomeni di parassitoidismo ai danni delle larve di Prodoxus, da parte di imenotteri appartenenti a diverse famiglie:
- Braconidae Nees, 1812
  - Heterospilus koebelei (Ashmead, 1893)
  - Heterospilus prodoxi (Riley, 1880)
- Eupelmidae Walker, 1833
  - Eupelmus pervius Gibson, 2011
  - Tineobiopsis mexicana Gibson, 1995
- Eurytomidae Walker, 1832
  - Sycophila flammineiventris (Girault, 1920)
- Ichneumonidae Latreille, 1802
  - Calliephialtes notandus (Cresson, 1870)

Sono stati inoltre documentati episodi di predazione nei confronti di queste larve, da parte del coleottero Enoclerus spinolae (LeConte, 1853) (Cleridae) e del ragno Mecaphesa coloradensis (Gertsch, 1933) (Thomisidae).

L'ecozona neartica

## Distribuzione e habitat
Il genere è a distribuzione esclusivamente neartica, con specie presenti tra il sud del Canada (Alberta meridionale) e il nord del Messico sudorientale (Veracruz).
L'habitat è rappresentato da praterie e zone aperte, aride e soleggiate, compresi i deserti.

## Tassonomia
Fino agli anni settanta / ottanta del secolo scorso, Prodoxus e gli altri generi attualmente inclusi nei Prodoxidae erano inseriti negli Incurvariidae, o alternativamente negli Adelidae.
Va peraltro chiarito che allo stato attuale non c'è accordo tra gli studiosi riguardo alla composizione effettiva di questo taxon: il genere Agavenema, che secondo alcuni Autori andrebbe inserito nelle Prodoxinae, secondo altri sarebbe da considerarsi soltanto un sinonimo oppure un sottogenere di Prodoxus.
Si è deciso in questa sede di seguire l'impostazione sistematica proposta da Scoble (1995) e Davis (1999),.
Prodoxus Riley, 1880 - Am. Entomologist 3: 155 - specie tipo: Prodoxus decipiens Riley, 1880 - Am. Entomologist 3: 155 (= Prodoxus quinquepunctellus (Chambers, 1875)).

### Specie
Il genere comprende 22 specie, tutte neartiche, delle quali una sola presente in Canada (non endemica), 20 negli Stati Uniti (10 endemismi) e 12 in Messico (2 endemismi):
- Prodoxus aenescens Riley, 1881 - Proc. Amer. Assoc. Adv. Sci. 29: 636, fig. 14 - Stati Uniti (California, Arizona); Messico (Bassa California)[32]
- Prodoxus atascosanellus Pellmyr & Balcazar-Lara, 2005 - Syst. Ent. 31: 16 - Stati Uniti (Texas); Messico (a sud fino al Michoacán e a ovest fino al Durango)[33]
- Prodoxus barberellus Busck, 1915 - Proc. Ent. Soc. Wash. 17: 93 - Stati Uniti (Arizona)[34]
- Prodoxus californicus Pellmyr, 2005 - Syst. Ent. 31: 13 - Stati Uniti (California); Messico (Bassa California e a sud fino al Sinaloa)[33]
- Prodoxus carnerosanellus Pellmyr & Balcazar-Lara, 2005 - Syst. Ent. 31: 10 - Stati Uniti (Texas); Messico (Chihuahua?)[33]
- Prodoxus cinereus Riley, 1881 - Riley, 1881 - Proc. Amer. Assoc. Adv. Sci. 29: 636, fig. 13 - Stati Uniti (California)[32]
- Prodoxus coloradensis Riley, 1892 - Proc. Ent. Soc. Wash. 2: 318 - Stati Uniti (Colorado, California, Arizona, Nuovo Messico, Texas); Messico (Sonora)[35]
- Prodoxus gypsicolor Pellmyr, 2005 - Syst. Ent. 31: 5 - Stati Uniti (California, forse Arizona)[33]
- Prodoxus intricatus Riley, 1893 - Proc. Biol. Soc. Wash. 8: 50 - Messico (Veracruz e Oaxaca)[36]
- Prodoxus mapimiensis Pellmyr & Balcazar-Lara, 2005 - Syst. Ent. 31: 15 - Stati Uniti (Texas); Messico (Chihuahua)[33]
- Prodoxus marginatus Riley, 1881 - Proc. Amer. Assoc. Adv. Sci. 29: 635, fig. 12 - Stati Uniti (California, Arizona); Messico (Bassa California)[32]
- Prodoxus ochrocarus Davis, 1967 - Bull. U.S. natn. Mus. 255: 86 - Stati Uniti (Arizona)[2]
- Prodoxus pallidus (Davis, 1967) - Bull. U.S. natn. Mus. 255: 102 - Stati Uniti (California)[2]
- Prodoxus phylloryctus Wagner & Powell, 1988 - Ann. Entomol. Soc. Amer. 81(4): 547 - Stati Uniti (Colorado)[19]
- Prodoxus praedictus Pellmyr, 2009 - J. Lep. Soc. 63(3): 137 - Stati Uniti (California)[37]
- Prodoxus quinquepunctellus (Chambers, 1875) - Canad. Ent. 7: 7 - Canada (Alberta); Stati Uniti (dal Montana al Texas); Messico (dalla Bassa California al Nuevo León) (specie tipo)[38]
- Prodoxus sonorensis Pellmyr & Balcazar-Lara, 2005 - Syst. Ent. 31: 8 - Stati Uniti (Arizona); Messico (Sonora)[33]
- Prodoxus sordidus Riley, 1892 - Proc. Ent. Soc. Wash. 2: 319 - Stati Uniti (California, Arizona, Nevada)[35]
- Prodoxus tamaulipellus Pellmyr & Balcazar-Lara, 2005 - Syst. Ent. 31: 10 - Stati Uniti (Texas); Messico (Coahuila, Nuevo León e Tamaulipas)[33]
- Prodoxus tehuacanensis Pellmyr & Balcazar-Lara, 2005 - Syst. Ent. 31: 13 - Messico (Puebla e Oaxaca)[33]
- Prodoxus weethumpi Pellmyr, 2005 - Syst. Ent. 31: 12 - Stati Uniti (California, Nevada, Arizona e Utah)[33]
- Prodoxus y-inversus Riley, 1892 - Proc. Ent. Soc. Wash. 2: 316 - Stati Uniti (Nuovo Messico, Arizona e Nevada)[35]

### Sinonimi
È stato riportato un solo sinonimo:
- Agavenema Davis, 1967 - Bull. U.S. natn. Mus. 255: 28 (chiave), 99[2] - Specie tipo: Prodoxus barberella Busck, 1915 - Proc. ent. Soc. Wash. 17: 93[34]

## Filogenesi
È riportato di seguito un albero filogenetico ricavato da quello proposto da Pellmyr (1997), sulla base dei dati forniti da Nielsen & Davis (1985) e da Brown et al. (1994a, b
|  | \| \| Tegeticula \| \| \| \| \| \| Parategeticula pollenifera \| \| \| \| |
|  |                                                                           |
|  | Prodoxus                                                                  |
|  |                                                                           |
|  | Tegeticula                                                                |
|  |                                                                           |
|  | Parategeticula pollenifera                                                |
|  |                                                                           |

|  | Tegeticula                 |
|  |                            |
|  | Parategeticula pollenifera |
|  |                            |

|  | \| \| Tegeticula \| \| \| \| \| \| Parategeticula pollenifera \| \| \| \| |
|  |                                                                           |
|  | Prodoxus                                                                  |
|  |                                                                           |
|  | Tegeticula                                                                |
|  |                                                                           |
|  | Parategeticula pollenifera                                                |
|  |                                                                           |

|  | Tegeticula                 |
|  |                            |
|  | Parategeticula pollenifera |
|  |                            |

|  | \| \| Tegeticula \| \| \| \| \| \| Parategeticula pollenifera \| \| \| \| |
|  |                                                                           |
|  | Prodoxus                                                                  |
|  |                                                                           |
|  | Tegeticula                                                                |
|  |                                                                           |
|  | Parategeticula pollenifera                                                |
|  |                                                                           |

|  | Tegeticula                 |
|  |                            |
|  | Parategeticula pollenifera |
|  |                            |

|  | \| \| Tegeticula \| \| \| \| \| \| Parategeticula pollenifera \| \| \| \| |
|  |                                                                           |
|  | Prodoxus                                                                  |
|  |                                                                           |
|  | Tegeticula                                                                |
|  |                                                                           |
|  | Parategeticula pollenifera                                                |
|  |                                                                           |

|  | Tegeticula                 |
|  |                            |
|  | Parategeticula pollenifera |
|  |                            |

|  | \| \| Tegeticula \| \| \| \| \| \| Parategeticula pollenifera \| \| \| \| |
|  |                                                                           |
|  | Prodoxus                                                                  |
|  |                                                                           |
|  | Tegeticula                                                                |
|  |                                                                           |
|  | Parategeticula pollenifera                                                |
|  |                                                                           |

|  | Tegeticula                 |
|  |                            |
|  | Parategeticula pollenifera |
|  |                            |

|  | \| \| Tegeticula \| \| \| \| \| \| Parategeticula pollenifera \| \| \| \| |
|  |                                                                           |
|  | Prodoxus                                                                  |
|  |                                                                           |
|  | Tegeticula                                                                |
|  |                                                                           |
|  | Parategeticula pollenifera                                                |
|  |                                                                           |

|  | Tegeticula                 |
|  |                            |
|  | Parategeticula pollenifera |
|  |                            |

|  | \| \| Tegeticula \| \| \| \| \| \| Parategeticula pollenifera \| \| \| \| |
|  |                                                                           |
|  | Prodoxus                                                                  |
|  |                                                                           |
|  | Tegeticula                                                                |
|  |                                                                           |
|  | Parategeticula pollenifera                                                |
|  |                                                                           |

|  | Tegeticula                 |
|  |                            |
|  | Parategeticula pollenifera |
|  |                            |

|  | \| \| Tegeticula \| \| \| \| \| \| Parategeticula pollenifera \| \| \| \| |
|  |                                                                           |
|  | Prodoxus                                                                  |
|  |                                                                           |
|  | Tegeticula                                                                |
|  |                                                                           |
|  | Parategeticula pollenifera                                                |
|  |                                                                           |

|  | Tegeticula                 |
|  |                            |
|  | Parategeticula pollenifera |
|  |                            |

Davis nel 1967, e più di recente Pellmyr nel 1997, proposero due alberi filogenetici volti ad illustrare i rapporti filogenetici intercorrenti tra le specie di Prodoxus; tuttavia, nel 2005 e nel 2009 furono scoperte diverse nuove specie appartenenti a questo genere, e si è tuttora in attesa della pubblicazione di un cladogramma aggiornato che sia comprensivo di tutte le specie note.

## Conservazione
Nessuna specie appartenente a questo genere è stata inserita nella Lista rossa IUCN.

### Pubblicazioni
- (EN) Althoff, D. M., A test of host-associated differentiation across the 'parasite continuum' in the tri-trophic interaction among yuccas, bogus yucca moths, and parasitoids (abstract), in Molecular Ecology, vol. 17, n. 17, Oxford, Blackwell Science, 2008,  pp. 3917–3927, DOI:10.1111/j.1365-294X.2008.03874.x, ISSN 1365-294X (WC · ACNP), LCCN 2001242189, OCLC 39265322, PMID 18662219.
- (EN) Althoff, D. M., Groman, J. D., Segraves, K. A., and Pellmyr, O., Phylogeographic structure in the bogus yucca moth Prodoxus quinquepunctellus (Prodoxidae): comparisons with coexisting pollinator yucca moths (abstract), in Molecular Phylogenetics and Evolution, vol. 21, n. 1, Orlando, FL, Academic Press, 2001,  pp. 117–127, DOI:10.1006/mpev.2001.0995, ISSN 1055-7903 (WC · ACNP), LCCN 93648932, OCLC 118599858, PMID 11603942.
- (EN) Althoff, D. M. and Pellmyr, O., Examining genetic structure in a bogus yucca moth: a sequential approach to phylogeography (abstract), in Evolution, vol. 56, n. 8, Lancaster, PA., Society for the Study of Evolution, agosto 2002,  pp. 1632–1643, DOI:10.1554/0014-3820(2002)056[1632:EGSIAB]2.0.CO;2, ISSN 0014-3820 (WC · ACNP), LCCN 51004882, OCLC 5152300306, PMID 12353756.
- (EN) Althoff, D. M.; Segraves, K. A.; Smith, C. I.; Leebens-Mack, J; and Pellmyr, O., Geographic isolation trumps coevolution as a driver of yucca and yucca moth diversification (abstract), in Molecular Phylogenetics and Evolution, vol. 62, n. 3, Orlando, FL, Academic Press, marzo 2012,  pp. 898–906, DOI:10.1016/j.ympev.2011.11.024, ISSN 1055-7903 (WC · ACNP), LCCN 93648932, OCLC 776404608, PMID 22178365.
- (EN) Althoff, D. M.; Segraves, K. A. and Sparks, J. P., Characterizing the interaction between the bogus yucca moth and yuccas: do bogus yucca moths impact yucca reproductive success? (abstract), in Oecologia, vol. 140, n. 2, Berlino, Springer-Verlag, luglio 2004,  pp. 321–327, DOI:10.1007/s00442-004-1584-5, ISSN 0029-8549 (WC · ACNP), LCCN 73421964, OCLC 5659165350, PMID 15170561.
- (EN) Althoff, D. M.; Svensson, G. P.; Pellmyr, O., The influence of interaction type and feeding location on the phylogeographic structure of the yucca moth community associated with Hesperoyucca whipplei (abstract), in Molecular Phylogenetics and Evolution, vol. 43, n. 2, Orlando, FL., Academic Press, 20 ottobre 2006,  pp. 398–406, DOI:10.1016/j.ympev.2006.10.015, ISSN 1055-7903 (WC · ACNP), LCCN 93648932, OCLC 173818114, PMID 17116409.
- (EN) Bao, T. & Addicott, J. F., Cheating in mutualism: Defection of Yucca baccata against its yucca moths (abstract), in Ecology Letters, vol. 1, n. 3, Oxford, Blackwell Science, novembre 1998,  pp. 155–159, DOI:10.1046/j.1461-0248.1998.00032.x, ISSN 1461-023x (WC · ACNP), LCCN 00242297, OCLC 365604142.
- (PL) Becker, V. O., The taxonomic position of the Cecidosidae. Brèthes (Lepidoptera), in Polskie pismo entomologiczne. Seria B: Entomologia stosowana, vol. 47, Wrocław, Państowowe Wydawn. Naukowe, 1977,  pp. 79–86, ISSN 0554-6060 (WC · ACNP), OCLC 5453738.
- (EN) Bogler, D. J.; Neff, J. L.; Simpson, B. B., Multiple origins of the yucca-yucca moth association (PDF), in Proceedings of the National Academy of Sciences of the United States of America, vol. 92, n. 15, Washington, D.C., The Academy, luglio 1995,  pp. 6864–6867, ISSN 0027-8424 (WC · ACNP), LCCN 16010069, OCLC 119163721, PMID 7624333.
- (EN) Brock, J. P., A contribution towards an understanding of the morphology and phylogeny of the Ditrysian Lepidoptera (abstract), in Journal of Natural History, vol. 5, n. 1, Londra, Taylor & Francis, 1971,  pp. 29–102, DOI:10.1080/00222937100770031, ISSN 0022-2933 (WC · ACNP), LCCN 68007383, OCLC 363169739.
- (EN) Bronstein, J. L. and Ziv, Y., Costs of two non-mutualistic species in a yucca/yucca moth mutualism (abstract), in Oecologia, vol. 112, n. 3, Berlino, Springer-Verlag, ottobre 1997,  pp. 379–385, DOI:10.1007/s004420050323, ISSN 0029-8549 (WC · ACNP), LCCN 73421964, OCLC 4648620735.
- (EN) Brown, J. M., O. Pellmyr, J. N. Thompson & Harrison, R. G., Phylogeny of Greya (Lepidoptera:Prodoxidae), based on nucleotide sequence variation in mitochondrial cytochrome oxidase I and II: congruence with morphological data (PDF) [collegamento interrotto], in Molecular biology and evolution, vol. 11, n. 1, Chicago, University of Chicago Press, gennaio 1994,  pp. 128–141, ISSN 0737-4038 (WC · ACNP), LCCN 90648368, OCLC 117777255.
- (EN) Brown, J. M., O. Pellmyr, J. N. Thompson & Harrison, R. G., Mitochondrial DNA Phylogeny of the Prodoxidae (Lepidoptera: Incurvarioidea) Indicates Rapid Ecological Diversification of Yucca Moths (abstract), in Annals of the Entomological Society of America, vol. 87, n. 6, College Park, Md., Entomological Society of America, 1994b,  pp. 795–802, ISSN 0013-8746 (WC · ACNP), LCCN 08018807, OCLC 201805284.
- (EN) Busck, A., Descriptions of new North American Microlepidoptera (PDF), in Proceedings of the Entomological Society of Washington, vol. 17, n. 2, Washington D.C., Entomological Society of Washington, 7 gennaio 1915,  p. 93, ISSN 0013-8797 (WC · ACNP), LCCN 08018808, OCLC 630167895.
- (EN) Busck, A., On the female genitalia of the Microlepidoptera and their importance in the classification and determination of these moths (PDF), in Bulletin of the Brooklyn Entomological Society, vol. 26, Brooklyn, N.Y., The Society, 1931,  pp. 199–216, ISSN 1051-8940 (WC · ACNP), LCCN 90000415, OCLC 22146677.
- (EN) Chambers, V. T., Tineina from Texas (PDF), in Canadian entomologist, vol. 7, n. 1, Ottawa, Entomological Society of Canada, 31 gennaio 1875,  p. 7, ISSN 0008-347X (WC · ACNP), LCCN agr38000066, OCLC 4662075931.
- (EN) Darwell, C. T.; Fox, K. A.; Althoff, D. M., The roles of geography and founder effects in promoting host-associated differentiation in the generalist bogus yucca moth Prodoxus decipiens (PDF), in Journal of Evolutionary Biology, vol. 27, n. 12, Oxford, Inghilterra; Malden, Mass., Blackwell Science, 18 novembre 2014,  pp. 2706–2718, DOI:10.1111/jeb.12529, ISSN 1010-061X (WC · ACNP), LCCN 00242238, OCLC 5710540516, PMID 25403722.
- (EN) Davis, D. R., A revision of the moths of the subfamily Prodoxinae (Lepidoptera: Incurvariidae), in Bulletin - United States National Museum, vol. 255, Washington, Smithsonian Institution, 1967,  pp. 1-170, ISSN 0362-9236 (WC · ACNP), LCCN 67061144, OCLC 521875.
- (EN) Davis, D. R., A New Family of Monotrysian Moths from Austral South America (Lepidoptera: Palaephatidae), with a Phylogenetic Review of the Monotrysia (PDF), in Smithsonian Contributions to Zoology, vol. 434, Washington D.C., Smithsonian Institution Press, 1986,  pp. iv, 202, DOI:10.5479/si.00810282.434, ISSN 0081-0282 (WC · ACNP), LCCN 85600307, OCLC 12974725.
- (EN) Davis, D. R. and Gentili, P., Andesianidae, a new family of monotrysian moths (Lepidoptera:Andesianoidea) from austral South America (PDF), in Invertebrate Systematics, vol. 17, n. 1, Collingwood, Victoria, CSIRO Publishing, 24 marzo 2003,  pp. 15–26, DOI:10.1071/IS02006, ISSN 1445-5226 (WC · ACNP), OCLC 441542380.
- (EN) Drummond, C. S.; Xue, H. J.; Yoder, J. B.; Pellmyr, O., Host-associated divergence and incipient speciation in the yucca moth Prodoxus coloradensis (Lepidoptera: Prodoxidae) on three species of host plants (PDF), in Heredity, vol. 105, n. 2, Londra, Genetical Society of Great Britain, agosto 2010,  pp. 183–196, DOI:10.1038/hdy.2009.154, ISSN 0018-067X (WC · ACNP), LCCN 2005233038, OCLC 672160202, PMID 20010961.
- (EN) Dyar, H. G., A Review of the North American Species of Pronuba and Prodoxus (PDF), in Journal of the New York Entomological Society, vol. 11, New York, The Society, 1903,  pp. 102-104, ISSN 1937-2361 (WC · ACNP), LCCN 2009202300, OCLC 47991597.
- (EN) Force, D. C. and Thompson, M. L., Parasitoids of the immature stages of several southwestern yucca moths (abstract), in The Southwestern Naturalist, vol. 29, n. 1, Lubbock, TX, Southwestern Association of Naturalists, 23 marzo 1984,  pp. 45–56, ISSN 0038-4909 (WC · ACNP), LCCN 61037740, OCLC 525604174.
- (EN) Kristensen, N. P., Studies on the morphology and systematics of primitive Lepidoptera (Insecta) (abstract), in Steenstrupia, vol. 10, n. 5, Copenaghen, Zoologisk Museum, 1984,  pp. 141–191, ISSN 0375-2909 (WC · ACNP), LCCN 78641716, OCLC 35420370.
- (EN) Kristensen, N. P., Morphology and phylogeny of the lowest Lepidoptera-Glossata: Recent progress and unforeseen problems (PDF), in Bulletin of the Sugadaira Montane Research Centre, vol. 11, University of Tsukuba, 1991,  pp. 105–106, ISSN 09136800 (WC · ACNP), OCLC 747190906.
- (EN) Mosher E., A Classification of the Lepidoptera Based on Characters of the Pupa, in Bulletin of the Illinois State Laboratory of Natural History, vol. 1912, n. 2, Urbana, Illinois, Illinois State Laboratory of Natural History, marzo 1916,  p. 62, DOI:10.5962/bhl.title.70830, ISSN 0073-5272 (WC · ACNP), LCCN 16027309, OCLC 2295354.
- (EN) Nielsen, E. S., Incurvariidae and Prodoxidae from the Himalayan Area (Lepidoptera : Gracillariidae) (PDF), in Insecta matsumurana: Journal of the Faculty of Agriculture Hokkaido University series entomology. New series., vol. 26, Sapporo, Hokkaido University, dicembre 1982,  pp. 187–200, ISSN 0020-1804 (WC · ACNP), LCCN 62034572, OCLC 677408285 (archiviato dall'url originale il 18 luglio 2011).
- (EN) Nielsen, E. S. & Davis, D. R., The first southern hemisphere prodoxid and the phylogeny of the Incurvarioidea (Lepidoptera) (PDF), in Systematic Entomology, vol. 10, n. 3, Oxford, Blackwell Science, luglio 1985,  pp. 307–322, ISSN 0307-6970 (WC · ACNP), OCLC 4646400693.
- (EN) Nielsen, E. S. & Kristensen, N. P., The Australian moth family Lophocoronidae and the basal phylogeny of the Lepidoptera-Glossata (abstract), in Invertebrate Taxonomy, vol. 10, n. 6, Melbourne, CSIRO, 1996,  pp. 1199–1302, DOI:10.1071/IT9961199, ISSN 0818-0164 (WC · ACNP), OCLC 842755705.
- (EN) Pellmyr, O.; Balcázar-Lara, M.; Althoff, D. M.; Segraves, K. A.; Leebens-Mack, J., Phylogeny and life history evolution of Prodoxus yucca moths (Lepidoptera: Prodoxidae) (abstract), in Systematic Entomology, vol. 31, n. 1, Oxford, Blackwell Publishing, 28 febbraio 2005,  pp. 1–20, DOI:10.1111/j.1365-3113.2005.00301.x/abstract, ISSN 0307-6970 (WC · ACNP), LCCN 76646885, OCLC 441169879.
- (EN) Pellmyr, O.; Krenn, H. W., Origin of a complex key innovation in an obligate insect-plant mutualism (PDF), in Proceedings of the National Academy of Sciences of the United States of America, vol. 99, n. 8, Washington, D.C., The Academy, 2002,  pp. 5498–5502, DOI:10.1073/pnas.072588699, ISSN 0027-8424 (WC · ACNP), LCCN 16010069, OCLC 110748804, PMID 11960006.
- (EN) Pellmyr, O. and Leebens Mack, J., Forty million years of mutualism: evidence for Eocene origin of the yucca-yucca moth association (PDF), in Proceedings of the National Academy of Sciences of the United States of America, vol. 96, n. 16, Washington, D.C., The Academy, agosto 1999,  pp. 9178–9183, DOI:10.1038/372257a0, ISSN 0027-8424 (WC · ACNP), LCCN 16010069, OCLC 121288798, PMID 10430916.
- (EN) Pellmyr, O. and Leebens-Mack, J.,, Reversal of mutualism as a mechanism for adaptive radiation of yucca moths (abstract), in American Naturalist, vol. 156, S4, Salem, Mass., Essex Institute, ottobre 2000,  pp. S62-S76, DOI:10.1086/303416, ISSN 0003-0147 (WC · ACNP), LCCN 12030247, OCLC 4641129428.
- (EN) Pellmyr, O., Yoder, J. B. & Godsoe, W. K, Prodoxus praedictus, n. sp., a new bogus yucca moth from Southern California (PDF), in Journal of the Lepidopterists' Society, vol. 63, n. 3, New Haven, Conn., The Society, 22 ottobre 2009,  p. 137, ISSN 0024-0966 (WC · ACNP), LCCN 56023725, OCLC 497085087.
- (EN) Powell, J. A., Synchronized, mass emergences of a yucca moth, Prodoxus y-inversus (Lepidoptera: Prodoxidae), after 16 and 17 years in diapause (abstract), in Oecologia, vol. 81, n. 4, Berlino, Springer-Verlag, dicembre 1989,  pp. 430–439, DOI:10.1007/BF00378957, ISSN 0029-8549 (WC · ACNP), LCCN 73421964, OCLC 4668411628.
- (EN) Powell, J. A., Interrelationships of yuccas and yucca moths (abstract), in Trends in Ecology & Evolution, vol. 7, n. 1, Amsterdam, Elsevier Science Publishers B.V., 1992,  pp. 10–15, DOI:10.1016/0169-5347(92)90191-D, ISSN 0169-5347 (WC · ACNP), LCCN 92645980, OCLC 4929000417.
- (EN) Riley, C. V., The true and the bogus yucca moth; with remarks on the pollination of Yucca (PDF), in American Entomologist, vol. 3, n. 6, New York, The Hub Pub Co., 1880,  pp. 141-145, LCCN 87027449, OCLC 714676742.
- (EN) Riley, C. V., On a new tineid genus allied to Pronuba (PDF), in American Entomologist, vol. 3, n. 6, New York, Max Jaegerhuber, 1880a,  pp. 155-156, LCCN 03026802, OCLC 8886684.
- (EN) Riley, C. V., A parasite on Prodoxus decipiens (PDF), in American Entomologist, vol. 3, n. 6, New York, Max Jaegerhuber, 1880b,  pp. 156, LCCN 03026802, OCLC 8886684.
- (EN) Riley, C. V., Further remarks on the differences between Pronuba and Prodoxus (PDF), in American Entomologist, vol. 3, n. 7, New York, Max Jaegerhuber, 1880c,  pp. 182, LCCN 03026802, OCLC 8886684.
- (EN) Riley, C. V., Further notes on the Pollination of Yucca and on Pronuba and Prodoxus (PDF), in Proceedings of the American Association for the Advancement of Science, vol. 29, Salem, Permanent Secretary, 1881,  pp. 617–639, 16 figg., ISSN 1064-9212 (WC · ACNP), LCCN sn92000313, OCLC 71115015.
- (EN) Riley, C. V., On the oviposition of Prodoxus decipiens (PDF), in American Naturalist, vol. 16, n. 1, Salem, Mass., Essex Institute, gennaio 1882,  pp. 62-63, ISSN 0003-0147 (WC · ACNP), LCCN 12030247, OCLC 1480477.
- (EN) Riley, C. V., Observations on the fertilization of Yucca and on structural and anatomical peculiarities in Pronuba and Prodoxus (PDF), in American Naturalist, vol. 17, n. 2, Salem, Mass., Essex Institute, febbraio 1883,  p. 197, ISSN 0003-0147 (WC · ACNP), LCCN 12030247, OCLC 1480477.
- (EN) Riley, C. V., The yucca moth and Yucca pollination (PDF), in Annual report of the Missouri Botanical Garden, vol. 3, St. Louis, Board of Trustees, 1892a,  pp. 99-158; tavv. 34-43, DOI:10.5962/bhl.title.818, ISSN 0893-3243 (WC · ACNP), LCCN 06022506, OCLC 11403140.
- (EN) Riley, C. V., New Species of Prodoxidae (PDF), in Proceedings of the Entomological Society of Washington, vol. 2, n. 3, Washington D.C., Entomological Society of Washington, 31 dicembre 1892,  pp. 312-319, ISSN 0013-8797 (WC · ACNP), LCCN 08018808, OCLC 630167895.
- (EN) Riley, C. V., Further notes on yucca insects and Yucca pollination (PDF), in Proceedings of the Biological Society of Washington, vol. 8, Washington D.C., Biological Society of Washington, 1893,  pp. 42-53, ISSN 0006-324X (WC · ACNP), LCCN sf85009020, OCLC 12139006.
- (EN) Riley, C. V., Further notes on yucca insects and Yucca pollination (PDF), in Proceedings of the Biological Society of Washington, vol. 8, Washington D.C., Biological Society of Washington, 1893,  pp. 42-53, ISSN 0006-324X (WC · ACNP), LCCN sf85009020, OCLC 12139006.
- (EN) Svensson, G. P.; Althoff, D. M. and Pellmyr, O., Replicated host-race formation in bogus yucca moths: genetic and ecological divergence of Prodoxus quinquepunctellus on yucca hosts (PDF), in Evolutionary Ecology Research, vol. 7, n. 8, Tucson, Evolutionary Ecology, 2005,  pp. 1139–1151, ISSN 1522-0613 (WC · ACNP), LCCN 99111641, OCLC 108483664.
- (EN) Wagner, D. L. & Powell, J. A., A New Prodoxus from Yucca baccata: First Report of a Leaf-Mining Prodoxine (Lepidoptera: Prodoxidae) (abstract), in Annals of the Entomological Society of America, vol. 81, n. 4, College Park, Md., Entomological Society of America, 1º luglio 1988,  pp. 547–553, DOI:10.1093/aesa/81.4.547, ISSN 0013-8746 (WC · ACNP), LCCN 08018807, OCLC 5722256472.
- (DE) Weidner, H., Beiträge zur Morphologie und Physiologie des Genital-apparates der Weiblichen Lepidopteren, in Zeitschrift für Angewandte Entomologie, vol. 21, 1935,  pp. 239–290, ISSN 0044-2240 (WC · ACNP), OCLC 1770418.
- (EN) Yoder, J. B.; Smith, C. I.; Pellmyr, O., How to become a yucca moth: Minimal trait evolution needed to establish the obligate pollination mutualism (PDF), in Biological Journal of the Linnean Society of London, vol. 100, n. 4, Londra, Blackwell, 1º agosto 2010,  pp. 847–855, DOI:10.1111/j.1095-8312.2010.01478.x, ISSN 0024-4066 (WC · ACNP), LCCN 79646319, OCLC 5153709232, PMID 20730026.
- (EN) Ziv, Y.; Bronstein, J. L., Infertile seeds of Yucca schottii: a beneficial role for the plant in the yucca-yucca moth mutualism? (abstract), in Evolution Ecology, vol. 10, n. 1, Londra, Chapman and Hall, gennaio 1996,  pp. 63–76, DOI:10.1007/BF01239347, ISSN 0269-7653 (WC · ACNP), LCCN 94648268, OCLC 5655262425.

### Testi
- (EN) Capinera, J. L. (Ed.), Encyclopedia of Entomology, 4 voll., 2nd Ed., Dordrecht, Springer Science+Business Media B.V., 2008,  pp. lxiii + 4346, ISBN 978-1-4020-6242-1, LCCN 2008930112, OCLC 837039413.
- (EN) Chapman, R. F., The insects: structure and function, 4ª edizione, Cambridge, Cambridge University Press, 1998,  pp. xvii, 770, ISBN 0-521-57048-4, LCCN 97035219, OCLC 37682660.
- (EN) Common, I. F. B., Moths of Australia, Slater, E. (fotografie), Carlton, Victoria, Melbourne University Press, 1990,  pp. vi, 535, 32 con tavv. a colori, ISBN 9780522843262, LCCN 89048654, OCLC 220444217.
- (EN) Frack, D.C., A systematic study of prodoxine moths (Adelidae: Prodoxinae) and their hosts (Agavaceae), with descriptions of the subfamilies of Adelidae (s. lat.) [M.S. thesis], Pomona, CA, California State Polytechnic University, 1982,  p. 209, ISBN non esistente, OCLC 9032725.
- (EN) Gilbert, F. S. (ed.), Insect life cycles: genetics evolution and coordination, Londra, Berlino, New York, Springer-Verlag, 1990,  pp. xiv, 258, ISBN 978-1-4471-3466-4, LCCN 90009947, OCLC 21672122.
- (EN) Grimaldi, D. A.; Engel, M. S., Evolution of the insects, Cambridge [U.K.]; New York, Cambridge University Press, maggio 2005,  pp. xv + 755, ISBN 978-0-521-82149-0, LCCN 2004054605, OCLC 56057971.
- (EN) Groman, J. D., Population Genetics and Life History Consequences of a Recent Host Shift in the Bogus Yucca Moth Prodoxus quinquepunctellus (Prodoxidae) [M.S. Thesis], Nashville, Tennessee, Vanderbilt University, 1999,  pp. viii, 74, ISBN non esistente, OCLC 44211605.
- (EN) Heppner, J. B. (Ed.), Lepidopterorum catalogus: new series, vol. 1, Primitive Microlepidoptera (Micropterigoidea - Incuvarioidea), Leida; New York, E. J. Brill / Flora & Fauna Publications, 1989, ISBN 9780916846459, LCCN 88020258, OCLC 18163823.
- (EN) Hering, E. M., Biology of the Leaf Miners, s'-Gravenhage, W. Junk, 1951,  pp. iv + 420, ISBN 978-9401571982, LCCN 52001318, OCLC 1651676.
- (EN) Hodges, R. W. et al. (Eds.), Check list of the Lepidoptera of America north of Mexico: including Greenland, Londra / Washington, D.C., E.W. Classey / Wedge Entomological Research Foundation, giugno 1983,  pp. xxiv + 284, ISBN 978-0860960164, OCLC 9748761.
- (EN) Kristensen, N. P. (Ed.), Handbuch der Zoologie / Handbook of Zoology, Band 4: Arthropoda - 2. Hälfte: Insecta - Lepidoptera, moths and butterflies, Kükenthal, W. (Ed.), Fischer, M. (Scientific Ed.), Teilband/Part 35: Volume 1: Evolution, systematics, and biogeography, ristampa 2013, Berlino, New York, Walter de Gruyter, 1999  [1998],  pp. x, 491, ISBN 978-3-11-015704-8, OCLC 174380917.
- (EN) McDunnough, J., Check list of the Lepidoptera of Canada and the United States of America, Part 2, Microlepidoptera, collana Memoirs of the Southern California Academy of Sciences, vol. 2, n. 1, Los Angeles, Southern California Academy of Sciences, 1939,  p. 171, ISBN 978-1258534660, LCCN 39006358, OCLC 277328441.
- (EN) McKelvey, S. D. (Ed.), Yuccas of the Southwestern United States, part 2, Jamaica Plain, Massachusetts, The Arnold Arboretum of Harvard University, 1947,  pp. 192, 65 tavv., ISBN non esistente, LCCN 40000641, OCLC 893423.
- (EN) Naumann, I. D. (Ed.), The Insects of Australia: a textbook for students and research workers, Slater, E. (fotografie), Vol. 2, (2nd edn.), Carlton, Victoria e Londra, Melbourne University Press & University College of London Press, 1991,  p. 1137, ISBN 9780522844542, OCLC 25292688.
- (EN) Needham, J. O.; Frost, S. W. & Tothill, B., Leaf-mining Insects (PDF), Baltimora, WilIiams & Williams Co., 1928,  pp. viii, 351, ISBN non esistente, LCCN 28013104, OCLC 1533611.
- (EN) Peterson, A., Larvae of Insects: An Introduction to Nearctic Species Part I: Lepidoptera and Plant Infesting Hymenoptera, Columbus, Ohio, Edwards Brothers, Inc., gennaio 1960,  p. 315, ISBN non esistente, LCCN 57023507, OCLC 70495898.
- (EN) Powell, J. A., Biological interrelationships of moths and Yucca schottii, collana University of California Publications in Entomology, Berkeley, CA, University of California Press, 1984,  pp. vii, 93, ISBN 978-0520096813, LCCN 83001308, OCLC 9280583.
- (EN) Powell, J. A. & Opler, P. A., Moths of Western North America, Berkeley, California, University of California Press, maggio 2009,  pp. xiii, 369 pages, 132, ISBN 9780520251977, LCCN 2008048605, OCLC 646846811.
- (EN) Powell, J. A. and Mackie, R. A., Biological interrelationships of moths and Yucca whipplei (Lepidoptera: Gelechiidae, Blastobasidae, Prodoxidae), collana University of California publications in entomology, Vol. 42, Berkeley, CA, University of California Press, 1966,  p. 59, ISBN non esistente, LCCN 66064357, OCLC 831595.
- Schenkl, F.; Brunetti, F., Dizionario Greco-Italiano/Italiano-Greco, a cura di Meldi D., collana La creatività dello spirito, Berrettoni G. (nota bibliografica), La Spezia, Casa del Libro - Fratelli Melita Editori, dicembre 1991  [1990],  pp. xviii, 972, 14 tavv.,  538, ISBN 978-8840366937, OCLC 797548053.
- (EN) Scoble, M. J., The Lepidoptera: Form, Function and Diversity, seconda edizione, London, Oxford University Press & Natural History Museum, 2011  [1992],  pp. xi, 404, ISBN 978-0-19-854952-9, LCCN 92004297, OCLC 25282932.
- (EN) Stehr, F. W. (Ed.), Immature Insects, 2 volumi, seconda edizione, Dubuque, Iowa, Kendall/Hunt Pub. Co., 1991  [1987],  pp. ix, 754, ISBN 9780840337023, LCCN 85081922, OCLC 13784377.